# Drive-in (butik)
 Der er for få eller ingen kildehenvisninger i denne artikel, hvilket er et problem. Du kan hjælpe ved at angive troværdige kilder til de påstande, som fremføres i artiklen.

 For alternative betydninger, se Drive-in. (Se også artikler, som begynder med Drive-in)
Med drive-in menes ofte en drive-in-restaurant, men det kan også være en drive-in-biograf eller en servicevirksomhed, hvor man kan få lov at nyde en tjeneste uden at efterlade sin bil.
Drive-in er ikke det samme som drive-through, selvom begreberne sommetider sammenblandes. Ved drive-in kører man sin bil ind og bliver siddende til varen er leveret og nyder den der, mens man ved drive-through kører ind, bestiller og får en vare og så kører derfra for at nyde den købte varer andetsteds.